# Överkrigsrätt
Överkrigsrätt var en krigsdomstol. 
Enligt lagen om krigsdomstolar och rättegången där av den 23 oktober 1914 var överkrigsrätt en särskild krigsöverdomstol för armé eller arméavdelning, som befann sig i fält eller inom fästning, för flotta eller eskader, som var på sjötåg, eller för två eller flera sådana avdelningar av krigsmakten gemensamt, då de var förenade under en befälhavare. Överkrigsrätt skulle förordnas av Kunglig Majestät. Den utgjordes av en generalsperson eller flaggman som ordförande, två överauditörer samt två officerare av regementsofficers grad. Ordförande och överauditörer skulle förordnas av Kunglig Majestät, övriga ledamöter utses av högste befälhavaren. Allmän åklagare skulle vara en av Kunglig Majestät förordnad överkrigsfiskal. 